# Lucfalva
Lucfalva è un comune dell'Ungheria di 638 abitanti (dati 2001). È situato nella contea di Nógrád.